# Список денних метеликів України
Список денних метеликів України — список видів булавовусих лускокрильців (Rhopalocera), які були зареєстровані на території України.

## Характеристика та видове різноманіття
Булавовусі лускокрильці абоденні метелики об'єднують надродини Hesperioidea і Papilionoidea. Від інших представників ряду Лускокрилі (Lepidoptera) вони відрізняються: булавоподібними антенами, яскравим забарвленням та рисунком крил у більшості видів, відсутністю простих вічок на голові, відсутністю зацепки між передніми та задніми крилами, зменшенням кількості жилок на крилах, у спокої піднімають крила догори, активні у денний час доби.
Територія України у фауністичному сенсі належить до Європейської області Палеарктичного регіону. Тут мешкає за різними оцінками від 1600 до 2000 видів денних метеликів. На території України, включно зі старими історичними знахідками, відомі згадки для 223 видів денних метеликів з 7 родин.
Фауна булавовусих лускокрилих України має високе видове різноманіття, що пов'язане з розташуванням території країни у п'яти фізико-географічних регіонах: три зональні — зона мішаних лісів, лісостеп, степ; та два азональні — Українські Карпати, Кримські гори.
Незважаючи на добру вивченність порівняно з іншими групами ряду, видовий склад фауни денних метеликів окремих регіонів України залишається недостатньо дослідженим. Відносно повні дані про видовий склад наявні з Київської і Харківської області, а також з Криму.
Цікаві знахідки можна очікувати з Карпат, підвденно-західних та південно-східних областей країни. Не виключено можливості знахідок нових для України видів, підтвердження старих вказівок чи виявлення значно більшого поширення уже відомих видів.

## Список видів
Цей список складається з таксонів видового й підвидового рівня, які було зареєстровано на території України. Список складається з українських назв, біномінальних (назва роду та видовий епітет) латинських назв з ім'ям вченого, який увів назву, та року, коли це сталося. Для кожного виду наводиться коротка інформація про поширення на території України. Для деяких видів указані зауваги з систематики (якщо не вказано інакше, мова йде про номінативний підвид). Родини у списку наведено у систематичному поряду.
Деякі зі вказаних видів, наведені в різний час у літературних джерелах, присвячених лепідоптерофауні України, поки що не підтверджені фактичним колекційним матеріалом.
Легенда:

### Головчаки
| Родина Головчаки (Hesperiidae) |                                         |                          | |
|                                | Carcharodus alceae (Esper, 1780)        | Головчак великий рожаний | Звичайний вид, зустрічається південніше зони широколистяних лісів, далі — локально й зрідка, зазвичай на сонячних лучних або степових стаціях. Відсутній у горах Карпат вище 500 м н. р. м. і, можливо, де-не-де в Поліссі. |
|                                | Carcharodus flocciferus (Zeller, 1847)  | Головчак поцяткований    | Вкрай локально поширений на Волино-Поділлі і в Карпатах. Ареал на території України поки досліджений погано, можливо, що багато зі вказівок, відомих у літературі, стосуються близького за виглядом головчака східного. Достовірні знахідки виду з лівобережної України та Закарпаття невідомі. Вказівка для Криму помилкова. |
|                                | Carcharodus lavatherae Esper, 1783      | Головчак чистецевий      | Локальний, вкрай рідкісний вид, зустрічається нечисленно або поодиноко в південноукраїнських степах (Одеська й Миколаївська області). Постійно відзначається у Харківській, Донецькій та Луганській областях. У Криму зустрічається на гірському масиві Кара-Даг, горах Ашламалик, Бор-Кая, Сель-Бухра, у селищах Краснокам'янка та Інкерман. |
|                                | Carcharodus orientalis Reverdin, 1913   | Головчак східний         | Південні області степової України (Одеська, Миколаївська, Луганська області, Крим), спорадично може зустрічатися й північніше, включно з лісостеповою зоною країни. У 2008, 2013 роках вперше зареєстрований на території Київської (с. Заворичі, с. Підгірці) та Черновицької (с. Чорнівка) областей и в Західній Україні в цілому. Раніше часто цей таксон розглядали як підвид головчака китиценосного (Zeller, 1847), окремість виду доведено каріологічними дослідженнями.                 |
|                                | Carterocephalus palaemon (Pallas, 1771) | Головчак Палемон         | Зустрічається у лісовій зоні, до північної межі лісостепу, а південніше — по долинах великих річок: Дністра та Дніпра. Звичайний у передгір'ї Карпат. Вид локальний, навіть у лісовій зоні. У лісостепу виявляється у небагатьох місцях. |
|                                | Carterocephalus silvicolus Meigen, 1829 | Головчак-лісовик         | Локальний і відносно рідкісний вид. На південному заході ареал обмежений Карпатами (є історичні вказівки на дуже обмежене поширення у Розточчі та Прикарпатті), можливо також у Західному Поліссі. Далі на схід південна межа глобального ареалу проходить північчю України. Відомо не менше точкових місць перебування по всій країні.. |
|                                | Erynnis tages (Linnaeus, 1758)          | Головчак Таґес           | Відносно звичайний вид, поширений практично по всій території України. Ймовірно, відсутній у низці дуже посушливих районів степової зони. Спостерігався у багатьох місцях Криму. |
|                                | Hesperia comma (Linnaeus, 1758)         | Головчак кома            | Лісова й лісостепова зони. У більшій частині степу — рідкісний та дуже локальний. Також локальний у Гірському Кримі (гірсько-лісова частина вище 500 м. н.р.м.). У низці областей (Волинська, Рівненська, Сумська, Полтавська, Луганська, Херсонська та інші) поки не знайдений. Розповсюджений широко, але у багатьох місцях рідкісний та локальний. |
|                                | Heteropterus morpheus (Pallas, 1771)    | Головчак Морфей          | Лісостепова зона, де зустрічається по лісових долинах великих річок. Достатньо поширений на півночі, до півдня стає більш локальним і рідкісним і в степовій зоні майже не трапляється. Відомо не більше десятка невеликих ізольованих популяцій, пов'язаних здебільшого з долиною Дніпра. Невідомий з низки областей (Сумська, Полтавська, Кировоградська, Тернопільська). |
|                                | Ochlodes sylvanus (Esper, 1777)         | Головчак жилкуватий      | На більшій частині території країни. Заселяє будь-які відкриті прогрівані біотопи, переважно рідколісся, узлісся, луки, галявини, узбіччя доріг, береги водойм тощо. |
|                                | Pyrgus andromedae (Wallengren, 1853)    | Головчак Андромеда       | Для Українських Карпат вид наводився за двома знахідками в Горганах и Чивчини, одна з яких була зроблена в околицях Яремче (Івано-Франківська область) на висоті 1250 м н. р. м.. |
|                                | Pyrgus alveus (Hübner, 1803)            | Головчак строкатий       | Майже по всій території країни, але в лісостеповій та степовій зонах вид стає рідкісним та локальним та зустрічається переважно по долинах великих річок. З декількох областей (Волинська, Сумськая, Луганська) поки не відомий. |
|                                | Pyrgus armoricanus (Oberthür, 1910)     | Головчак французький     | Рідкісний і локальний. Відносно звичайний лише в Криму, Закарпатті й у Дністровському каньйоні. З низки областей півдня України взагалі невідомий, а з багатьох інших поки відомий лише з 1-2 обмежених місць проживання. |
|                                | Pyrgus carthami (Hübner, [1813])        | Головчак крокісовий      | Локально в лісостеповій і степовій зонах (не знайдений у Кировоградській, Херсонській, Запорізькій областях.). Найбільше звичний у східному Прикарпатті (басейн річки Дністер) і на сході — в околицях Харкова і Дніпра. У більш північних частинах ареалу (Київська, Вінницька області) відомий лише за старовинними знахідками. |
|                                | Pyrgus cinarae (Rambur, 1839)           | Головчак карчоховий      | Обмежені локалітети в Луганській і Донецькій областях, где вельми рідкісний. Також дуже локально у східних та південно-східних районах Гірського Криму. |
|                                | Pyrgus malvae (Linnaeus, 1758)          | Головчак малий рожаний   | Відмічений у багатьох місцях гірсько-лісової частини Кримського півострова. Вид повністю (чи практично повністю) відсутній у сухостеповій підзоні степової зони. |
|                                | Pyrgus serratulae (Rambur, 1839)        | Головчак серпійний       | На Кримському півострові — у багатьох місцевостях гірського Криму, переважно на яйлах — одиничні знахідки в степовій частині півострова й в південно-східній частині передгір'я. Вид відсутній на більшій території степової зони України. Старовинні знахідки в Львівській, Закарпатській і Вінницькій областях. У Західній Україні достовірно знайдений тільки на Розточчі (Яворівський національний природний парк). Сучасні знахідки в Харківській, Дніпропетровській і Донецькій областях. |
|                                | Pyrgus sidae (Esper, 1784)              | Головчак сида            | Дуже локально в Луганській області. Також у Криму, де відмічений у багатьох місцях гірської та передгірської частини півострова, на Керченському півострові та околицях озера Донузлав. |
|                                | Spialia orbifer (Hübner, [1823])        | Головчак кружало         | Кримський півострів. Зустрічається спорадично в лісостепових районах і передгір'ях. Старі літературні вказівки для Полтавської і Херсонської областей. |
|                                | Syrichtus cribrellum (Eversmann, 1841)  | Головчак ґратчастий      | Невеликі локалітети в Східній Україні (Луганська, Запорізька області). За старовинними знахідками відомий з півночі Миколаївської, Полтавської, Одеської, Кіровоградської областей і Криму. |
|                                | Syrichtus proto Ochsenheimer, 1808      | Головчак Прото           | Південне узбережжя Кримського півострова. Також один невеликий локалітет, площею декілька гектарів, на півночі Харківської області та два — на сході Луганської. На думку низки авторів в Україні все ж зустрічається інший близький вид — головчак протоподібний (Syrichtus proteides Wagner, 1929). |
|                                | Syrichtus tessellum (Hübner, 1803)      | Головчак мозаїчний       | Локально на півдні лісової зони, лісостепу та степової зони від центру країни. Відомий лише за поодинокими, часто старовинними знахідками з Хмельницької, Черкаської, Полтавської, Харківської, Херсонської областей. У Криму помічено в околицях Ай-Петрі, на горі Ат-Баш, Північний Демерджі, на нижньому плато Чатир-Даг. |
|                                | Thymelicus acteon (Rottemburg, 1775)    | Головчак Актеон          | Відомий за декількома знахідками з Чернігівської та Чернівецької областей, Волині й Дністровського каньйону, південно-східної частини Прикарпаття. |
|                                | Thymelicus lineola (Ochsenheimer, 1808) | Головчак тире            | Практично на всій території України. У Криму — в гірсько-лісовій частині півострова; у степовій частині переважно приурочений до штучних зелених насаджень. |
|                                | Thymelicus sylvestris (Poda, 1761)      | Головчак лісовий         | Поширений у лісовій і лісостеповій зонах, у степовій зоні стає рідкісним і локальним та, ймовірно, повністю чи майже повністю зникає в середньостеповій та сухостеповій підзонах. Локально зустрічається у багатьох місцях на півдні Кримського півострова. |

### Косатці
| Родина Косатці (Papilionidae) |                                                   |           | |
|                               | Iphiclides podalirius (Linnaeus, 1758)            | Подалірій | Поширений вид, хоча ареал пульсує. Трапляється майже повсюдно за винятком північної частини Полісся та високогір'я Карпат. На найпівнічніших територіях вид стає більш рідкісним, може зустрічатися не щорічно, в деяких місцях можна зустріти лише окремих особин, які мігрують. |
|                               | Papilio machaon Linnaeus, 1758                    | Махаон    | Поширений вид, зустрічається на території України повсюдно. |
|                               | Parnassius apollo (Linnaeus, 1758)                | Аполлон   | Один з найбільш раритетних видів денних метеликів України з реліктовим диз'юнктивним ареалом. Поширення виду в теперішній час на території країни не вивчено. В минулому був дуже локально поширений в деяких районах Полісся, Карпат (Вулканічні, Полонинські й Покутсько-Буковинські Карпати), Поділля, в Криму та деяких інших. Наводився на початку XX століття для Житомирської області — околиці станції Тетерів: село Українка (до 1960 року — село Пинязевичі) і село Марьянівка; старовинні вказівки також є для Малина. Наявні вказівки на знахідки в Львівському Опіллі (1921) та Кременецьких горах. Остання вірогідна знахідка відмічена в Буковинських Карпатах (село Селятин, 1967). Вказівки про спостереження на Чорногорі та в Дністровському каньйоні, як і деякі інші, потребують підтвердження. Вказівка для Харківської області дуже невизначена та вимагає підтвердження. Стара літературна вказівка на збирання поблизу Бахмута в 1913—1916 роках можливо є помилковою, оскільки матеріал відсутній. Наявна низка усних повідомлень донецьких колекціонерів та ентомологів про знахідки цього виду в 1970—1980 роках на околицях Горлівки, в заплаві річки Сіверський Донець та інших місцях на північному сході Донецької області. За останні 25 років задокументованих знахідок нема, можливо, вид уже зник на території України, де він представлений такими підвидами: - Parnassius apollo breitfussi Bryk, 1914 — маловивчений таксон, відомий лише за двома екземплярами, які, ймовірно, були зібрані в Криму в урочищі Янкой гірського масиву Чатир-Даг. - Parnassius apollo carpathicus Rebel et Rogenhofer, 1892 — підвид, що об'єднує карпатські популяції. В Україні завжди був рідкісний та локальний, відомий з Карпат і Дністровського каньйона. За старовинними знахідками відомий з рівнинних районів Львівської та Хмельницької областей. - Parnassius apollo democratus Krulikowsky, 1906 — за даними першої половини XX століття мешкав у Житомирській, Донецькій та Києвській областях. |
|                               | Parnassius (Driopa) mnemosyne (Linnaeus, 1758)    | Мнемозина | Локальний, але місцями звичайний вид, що трапляється ізольованими компактними популяціями, в яких метелики літають у дуже обмежених стаціях. Зустрічається практично повсюди, за винятком Криму та деяких посушливих районів степової зони. В низці областей вид настільки рідкісний, що відомий звідти поки лише за 1-2 локалітетами (Рівненська, Сумська, Миколаївська, Запорізька області) або поки взагалі невідомий (Волинська обл.). У Карпатах мешкає на висотах до 1600 м над р. м. |
|                               | Zerynthia polyxena (Denis & Schiffermüller, 1775) | Поліксена | Локально поширений практично на всій території, за винятком високогір'я Карпат та деяких найбільш посушливих степових регіонів. Дуже локально зустрічається на півдні Західного Поділля та в Закарпатті (долини річок Дністер, Прут, Тиса, Латориця). Більшість популяцій північніше Карпат зникли. Зустрічається в багатьох місцях передгірського Криму, однак найбільше звична вздовж русел річок північних передгір'їв Головного хребта. Мешкає локальними популяціями, метелики в яких літають у дуже обмежених стаціях. |

### Біланові
| Родина Біланові (Pieridae)  |                                         |                     | |
|                             | Anthocharis cardamines (Linnaeus, 1758) | Зоряниця Аврора     | Зустрічається практично по всій території країни, але в степовій зоні стає дуже локальним, а місцями (степовий Крим) взагалі відсутній. У Криму зустрічається в багатьох місцях гірсько-лісової частини півострова. |
|                             | Aporia crataegi (Linnaeus, 1758)        | Білан жилкуватий    | Широко розповсюджений по всій території країни. У Криму зустрічається в гірсько-лісовій частині, а також у зелених насадженнях степової частини. Відмічено значні коливання чисельності виду. |
|                             | Colias alfacariensis Staudinger, 1871   | Жовтюх альфакарець  | Щодо систематичного статусу виду довгий час існують суперечності. Дуже схожий на близький вид жовтюх осьмак (Colias hyale) і багатьма авторами раніше розглядався як його підвид. У теперішній час підтверджено наявність двох самостійних видів. Достеменно відомий з Прикарпаття, Закарпаття, майже всіх областей степової зони й низки місць лісостепової зони. |
|                             | Colias chrysotheme (Esper, [1777])      | Жовтюх Хрисотеміда  | Дуже локально поширений у лісостеповій та степовій зоні, також у Криму. З низки областей (Херсонська, Луганська) надійно зараз невідомий, з інших (Полтавська, Черкаська, Запорізька, Вінницька, Кіровоградська області) відомий лише з 1-2 місць мешкання. Також відомий за поодинокими старими знахідками на північному заході Поділля та Закарпатті. |
|                             | Colias crocea (Geoffroy, 1785)          | Жовтюх помаранчик   | Поширений повсюдно, але на півночі рідко та не кожен рік. Мігрант. |
|                             | Colias erate (Esper, 1805)              | Жовтюх Ерато        | Має високу мінливість, що виявляється в суттєво відмінному забарвленні. Мешкає в степах та лісостепі, звичайний на півдні України, в степовому та передгірському Криму. Північна межа ареалу проходить по лінії Київ-Ніжин. Відсутній на північному заході України та в Кримських горах. |
|                             | Colias hyale (Linnaeus, 1758)           | Жовтюх осьмак       | Трапляється майже по всій території країни. Найпоширеніший вид. |
|                             | Colias myrmidone Esper, 1780            | Жовтюх шапранець    | Відносно локальний вид, особливо на півдні та сході свого ареалу, має тенденцію до скорочення та диз'юнкції ареалу. Відносно звичайний на півночі країни: в Житомирській, Київській, Чернігівській областях; одинична знахідка в Запорізькій області. Майже не трапляється в степовій зоні. Вкрай рідкісний у Західній Україні, де локально поширений в Опіллі, західному Поділлі та Поліссі.. Зник у Розточчі та Гологорах. Невідомий з Закарпаття.                                                                                     |
|                             | Colias palaeno (Linnaeus, 1758)         | Жовтюх торфовищний  | Трапляється диз'юнктивно. Мешкає в лісовій зоні правобережної України. У 2010-ті роки стабільно відомий з Поліського Заповідника (Житомирська область), і в деяких болотяних масивах Київської області. Локально поширений в Західному Поліссі (болотяний масив Сира Погоня, Ровенський заповідник тощо), в минулому — Розточчя (околиці Львова й смт. Немирів); нещодавно[коли?] знайдено популяцію в Карпатах (долина річки Сян на кордоні з Польщею). Наявна стара літературна вказівка для Харківської й Дніпропетровської областей. |
|                             | Colias phicomone (Esper, 1780)          | Жовтюх Фікомона     | Існують старовинні знахідки з Українських Карпат — з передгір'я Горган і Закарпаття. Встановлено, що пізніша знахідка — самиця, знайдена в колекції Л. А. Лясоти була без етикетки, а включення виду до фауни СРСР було помилковим, через заповнення опису колекціонером «з пам'яті»: «Черновицька обл., біля селищ. Красноїльск, 850 м, 21.06.1962». Ці вказівки не підтверджено й вважаються помилковими, на території України вид вважається відсутнім. Ареал виду охоплює виключно Альпи й Піренеї.                                  |
|                             | Euchloe ausonia (Esper, 1805)           | Аврора біла         | Рідкісний і локальний вид. На території України представлений підвидом E. a. volgensis (Krulikovsky, 1897). Трапляється в північній частині Одеської області, у Херсонській (на ділянках степової рослинності на узбережжі моря, лиманів і озера Сіваш), на Кримському півострові (степові й передгірські райони). Є дані про знахідки виду в Запорізькій та Донецькій областях. |
|                             | Gonepteryx rhamni (Linnaeus, 1758)      | Цитринець           | На всій території країни. Один з найбільш звичайних видів родини. |
|                             | Leptidea duponcheli (Staudinger, 1871)  | Білюшок Дюпоншеля   | Крим, де вид часто трапляється в багатьох місцях у східній частині гірських лісів. В західній частині середніх передгір'їв трапляється локально й рідко. |
|                             | Leptidea morsei (Fenton, 1881)          | Білюшок Морзе       | В Україні підвид L. m. major Grund, 1905. Достеменно відомий у гірському районі Карпат. Наявні вказівки для Житомирської (с. Кам'янка), Чернігівскої (с. Єліне, с. Хлоп'яники) областей і низці місцевостей Донецької області (Краснолиманський і Слов'янський райони). Інші вказівки з рівнин — вкрай сумнівні. |
|                             | Leptidea juvernica Williams, 1946       | Білюшок ірландський | До 2011 року особини таксона з території України вважалися належними до виду Leptidea reali Reissinger, 1990, але за даними молекулярної генетики L. reali надійно відомий лише на півдні Західної Європи. Поширений у лісовій та степовій зоні: Волинська, Львівська, Вінницька, Закарпатська, Івано-Франківська, Київська, Чернігівська, Сумська, Хмельницька, Полтавська, Харківська, Донецька, Луганська області. У степовій зоні рідкісний.                                                                                         |
|                             | Leptidea sinapis (Linnaeus, 1758)       | Білюшок гірчичник   | Звичайний і поширений по всій території країни вид. У степовому Криму трапляється локально, переважно по долинах річок. |
|                             | Pieris brassicae (Linnaeus, 1758)       | Білан капустяний    | Поширений по всій території країни. |
|                             | Pieris bryoniae (Hübner, [1806])        | Білан гірський      | Таксономічний статус сумнівний, часто розглядається як підвид чи група підвидів виду білан брукв'яний. В Українських Карпатах вказаний для Бескид, Вулканічних Карпат, Свидовця, Чорногори й Чивчина. На відміну від білана брукв'яного трапляється локально. Ареали таксонів у Бескидах (Воловецький перевал, 800—1120 м.) перетинаються. |
|                             | Pieris manni (Mayer, 1851)              | Білан манна         | Вид багаторазово вказувався для Криму, але достовірні відомості про поширення відсутні. |
|                             | Pieris napi (Linnaeus, 1758)            | Білан брукв'яний    | Поширений по всій території України. Має сезонний поліморфізм: весняна форма — gen. vern. napi, літня — gen. aest. napaeae, більш рідкісна осіння — gen. aut. postnapaeae |
|                             | Pieris rapae (Linnaeus, 1758)           | Білан ріп'яний      | Звичайний на всій території України. Має виразну сезонну та індивідуальну мінливість. |
| Фотографія білюха степового | Pontia chloridice (Hübner, [1813])      | Білюх степовий      | Існує єдина надійна знахідка з Тернопільської областї на околиці Заліщиків, датована 1932 роком, імовірно мігрант. Також є сумнівна згадка початку ХХ століття, базована на екземплярі, зібраному в тодішніх околицях Києва (Сирець) — імовірно помилкова етикетка. |
|                             | Pontia edusa Fabricius, 1777            | Білюх ріпаковий     | Звичайний на всій території України. Часто трапляється в антропогенних ландшафтах і населених пунктах. Раніше наводився як близький вид-двійник Pontia daplidice, майже однаковий за зовнішньою морфологією, але з іншою будовою геніталій та біохімічними ознаками. |
|                             | Zegris eupheme (Esper, 1805)            | Зоряниця Евфема     | Украй локальний вид. Подекуди в степовій зоні й у Криму (околиці Красноперекопська, Армянська, Євпаторії, Джанкойський район). Відомі дві одиничні знахідки в Донецькій області (околиці Бахмута й села Шевченково). Трапляються зрідка, переважно поодинокі особини. Є також старовинні вказівки для Черкаської й Харківської областей. |

### Сонцевики
| Родина Сонцевики (Nymphalidae) |                                                      |                       | |
|                                | Limenitis populi (Linnaeus, 1758)                    | Стрічкарка тополева   | |
|                                | Limenitis reducta Staudinger, 1901                   | Стрічкарка голубувата | Стабільних популяцій на території країни не утворює. Усі особини — мігранти. Як вид, схильний до міграцій, може бути знайдений у різних регіонах країни. Раніше був відомий лише один старий екземпляр із Криму з етикеткою «Старий Крим», у 1973 році ще одна особина знайдена в околицях Ялти. Є усне повідомлення про знахідку цього виду в Могилеві-Подільському Вінницької області. Один екземпляр цього виду зберігається в колекції Державного музею природи Харківського національного університету ім. В. Н. Каразіна (датований 8 липня 1990 року, село Гайдари Харківської області — швидше за все, етикетка помилкова). Також є сумнівне показання про спіймання цього виду Раєвським у червні 1979 року в Канівському природному заповіднику (Черкаська область). |
|                                | Limenitis camilla (Linnaeus, 1764)                   | Стрічкарка Камілла    | |
|                                | Neptis sappho Pallas,1771                            | Пасманець Сапфо       | |
|                                | Neptis rivularis (Scopoli, 1763)                     | Пасманець струмковий  | |
|                                | Vanessa atalanta (Linnaeus, 1758)                    | Сонцевик адмірал      | По всій території країни. Активний мігрант. |
|                                | Vanessa cardui (Linnaeus, 1758)                      | Сонцевик будяковий    | По всій території країни. Активний мігрант. |
|                                | Inachis io (Linnaeus, 1758)                          | Сонцевик павиче око   | Один з найбільш звичайних видів родини. Поширений повсюдно. |
|                                | Aglais urticae (Linnaeus, 1758)                      | Сонцевик кропив'яний  | Звичайний для всієї території країни, не трапляється лише в степах і напівпустелях. |
|                                | Polygonia c-album (Linnaeus, 1758)                   | Щербатка c-біле       | |
|                                | Araschnia levana (Linnaeus, 1758)                    | Сонцевичок змінний    | |
|                                | Nymphalis antiopa (Linnaeus, 1758)                   | Сонцевик жалібниця    | |
|                                | Nymphalis polychloros (Linnaeus, 1758)               | Барвниця грушева      | |
|                                | Nymphalis xanthomelas (Denis & Schiffermüller, 1775) | Сонцевик чорно-рудий  | |
|                                | Polygonia egea (Cramer, 1775)                        | Polygonia egea        | |
|                                | Charaxes jasius (Linnaeus, 1767)                     | Сонцевик двохвостий   | |
|                                | Danaus chrysippus (Linnaeus, 1758)                   | Данаєць Хрисипп       | |
|                                | Euphydryas maturna (Linnaeus, 1758)                  | Рябець великий        | |
|                                | Euphydryas aurinia (Rottemburg, 1775)                | Рябець Авринія        | |
|                                | Melitaea cinxia (Linnaeus, 1758)                     | Рябець рудий          | |
|                                | Melitaea phoebe (Denis & Schiffermüller, 1775)       | Рябець Феба           | |
|                                | Melitaea ornata Christoph, 1893                      | Melitaea ornata       | |
|                                | Melitaea arduinna (Esper, 1783)                      | Рябець арденнський    | |
|                                | Melitaea trivia (Denis & Schiffermüller, 1775)       | Рябець звичайний      | |
|                                | Euphydryas cynthia (Denis & Schiffermüller, 1775)    | Euphydryas cynthia    | |
|                                | Melitaea didyma (Esper, 1778)                        | Рябець червоний       | |
|                                | Melitaea diamina (Lang, 1789)                        | Melitaea diamina      | |
|                                | Melitaea aurelia (Nickerl, 1850)                     | Рябець Аврелія        | |
|                                | Melitaea britomartis (Assmann, 1847)                 | Рябець Бритомартида   | Надзвичайно локально в Північній, Центральній і Східній Україні. |
|                                | Melitaea athalia (Rottemburg, 1775)                  | Рябець Аталія         | |
|                                | Issoria lathonia (Linnaeus, 1758)                    | Підсрібник Латонія    | |
|                                | Argynnis paphia (Linnaeus, 1758)                     | Підсрібник великий    | Звичайний вид майже по всій території України. Практично не трапляється в степах і напівпустелях; одиничні екземпляри, відмічені в степовій зоні країни, ймовірно, належать до мігрантів. |
|                                | Argynnis pandora (Linnaeus, 1758)                    | Підсрібник Пандора    | |
|                                | Argynnis aglaja (Linnaeus, 1758)                     | Підсрібник габовий    | |
|                                | Argynnis adippe (Denis & Schiffermüller, 1775)       | Підсрібник Адиппа     | Широко поширений по всій території, відсутній у більшій частині степової зони. Мешкає також у горах Криму. Крім типової форми також спостерігається форма без сріблястих плям — cleodoxa, що частіше трапляється на півдні. |
|                                | Argynnis niobe (Linnaeus, 1758)                      | Підсрібник Ніобея     | Широко поширений по всій території, але, як правило, відсутній у в лісостеповій та степовій зоні. З більшості областей степової зони взагалі невідомий. Оселищами виду є виключно галявини й узлісся соснових і мішаних лісів. У Криму мешкає на галявинах гірських широколистяних лісів. |
|                                | Argynnis laodice (Pallas, 1771)                      | Підсрібник Лаодіка    | |
|                                | Brenthis ino (Rottemburg, 1775)                      | Перлівець таволжаний  | |
|                                | Brenthis hecate (Denis & Schiffermüller, 1775)       | Перлівець Геката      | |
|                                | Brenthis daphne (Bergsträsser, 1780)                 | Перлівець Дафна       | |
|                                | Clossiana eunomia (Esper, 1799)                      | Перлівець Евномія     | |
|                                | Clossiana euphrosyne (Linnaeus, 1758)                | Перлівець Єфросина    | |
|                                | Clossiana titania (Esper, 1793)                      | Перлівець Титанія     | |
|                                | Boloria selene (Denis & Schiffermüller, 1775)        | Перлівець Селена      | Ареал проходить лісостеповою зоною. Дуже поширений на півночі країни, на південь стає дуже локальним і повністю відсутній у степовій зоні і Криму. |
|                                | Boloria dia (Linnaeus, 1767)                         | Перлівець малий       | |
|                                | Boloria aquilonaris (Stichel, 1908)                  | Перлівець північний   | |
|                                | Nymphalis vaualbum (Denis & Schiffermüller, 1775)    | Сонцевик фау-біле     | |
|                                | Libythea celtis (Laicharting, 1782)                  | Носачка-листовидка    | |
|                                | Apatura iris (Linnaeus, 1758)                        | Мінливець великий     | Лісова зона Західної, Північної й Центральної України, в Карпатах і Закарпатті, місцями в лісостепу. У Карпатах підіймається до 1500 м над р. м. Нечисленний, місцями рідкісний вид. У деяких регіонах трапляються лише поодинокі особини. |
|                                | Apatura ilia (Denis & Schiffermüller, 1775)          | Мінливець малий       | Широко поширений у лісовій і частково лісостеповій зонах, вид стає вкрай локальним і рідкісним у степовій зоні, звідки відомий лише за нечисленними знахідками. За винятком високогір'я Карпат, середньостепвої й сухостепової підзони степової зони й у Криму. |
|                                | Apatura metis (Freyer, 1829)                         | Мінливець Метис       | |

### Сатириди
| Родина Сатириди (Satyridae)   |                                                    |                          |                                                                                       |
|                               | Kirinia climene (Esper, 1783)                      | Осадець Климена          |                                                                                       |
|                               | Pseudochazara euxina (Kuznetzov, 1909)             | Сатир евксинський        |                                                                                       |
|                               | Kirinia roxelana (Cramer, 1777)                    | Kirinia roxelana         |                                                                                       |
|                               | Lasiommata petropolitana (Fabricius, 1787)         | Lasiommata petropolitana |                                                                                       |
|                               | Erebia melas (Herbst, 1796)                        | Erebia melas             |                                                                                       |
|                               | Erebia stirius (Godart, 1824)                      | Erebia stirius           |                                                                                       |
|                               | Erebia montana (Prunner, 1798)                     | Erebia montana           |                                                                                       |
|                               | Erebia meolans (de Prunner, 1798)                  | Erebia meolans           |                                                                                       |
|                               | Erebia pandrose (Borkhausen, 1788)                 | Erebia pandrose          |                                                                                       |
|                               | Erebia cassioides (Hohenwarth, 1793)               | Erebia cassioides        |                                                                                       |
|                               | Erebia epiphron (Knoch, 1783)                      | Erebia epiphron          |                                                                                       |
| Нижня сторона крил            | Hipparchia statilinus (Hufnagel, 1766)             | Сатир залізний           |                                                                                       |
|                               | Coenonympha hero (Linnaeus, 1761)                  | Сінниця Геро             |                                                                                       |
|                               | Erebia manto (Denis & Schiffermüller, 1775)        | Чорнушка Манто           |                                                                                       |
|                               | Proterebia afra (Fabricius, 1787)                  | Proterebia afra          |                                                                                       |
|                               | Pararge aegeria (Linnaeus, 1758)                   | Осадець Егерія           |                                                                                       |
|                               | Lasiommata megera (Linnaeus, 1767)                 | Осадець Мегера           |                                                                                       |
|                               | Lasiommata maera (Linnaeus, 1758)                  | Осадець великий          | Повсюдно по всій території країни. В степовій зоні й Криму, де рідкісний і локальний. |
|                               | Lopinga achine (Scopoli, 1763)                     | Осадець білозір          |                                                                                       |
|                               | Coenonympha tullia (Muller, 1764)                  | Прочанок болотяний       |                                                                                       |
|                               | Coenonympha oedippus (Fabricius, 1787)             | Прочанок Едип            |                                                                                       |
|                               | Coenonympha arcania (Linnaeus, 1761)               | Прочанок Арканія         |                                                                                       |
|                               | Coenonympha glycerion (Borkhausen, 1788)           | Прочанок Глікеріон       |                                                                                       |
|                               | Coenonympha leander (Esper, [1784])                | Прочанок Леандр          |                                                                                       |
|                               | Coenonympha pamphilus (Linnaeus, 1758)             | Прочанок памфіл          |                                                                                       |
|                               | Triphysa phryne (Pallas, 1771)                     | Трифіза Фрина            |                                                                                       |
|                               | Pyronia tithonus (Linnaeus, 1767)                  | Очняк жовтогарячий       |                                                                                       |
|                               | Maniola jurtina (Linnaeus, 1758)                   | Очняк волове око         |                                                                                       |
|                               | Hyponephele lycaon (Rottemburg, 1775)              | Очняк Лікаон             |                                                                                       |
|                               | Hyponephele lupinus (Costa, 1836)                  | Очняк вовчок             |                                                                                       |
|                               | Aphanthopus hyperantus (Linnaeus, 1758)            | Очняк квітковий          |                                                                                       |
|                               | Erebia ligea (Linnaeus, 1758)                      | Гірняк темнорудий        |                                                                                       |
|                               | Erebia aethiops (Esper, 1777)                      | Гірняк ефіоп             |                                                                                       |
|                               | Erebia medusa (Denis & Schiffermüller, 1775)       | Гірняк полонинець        |                                                                                       |
|                               | Erebia euryale (Esper, 1805)                       | Гірняк Евриала           |                                                                                       |
|                               | Erebia gorge (Hübner, 1804)                        | Erebia gorge             |                                                                                       |
|                               | Erebia pronoe (Esper, 1780)                        | Гірняк Проноя            |                                                                                       |
|                               | Melanargia russiae (Esper, 1783)                   | Мереживниця російська    |                                                                                       |
|                               | Melanargia galathea (Linnaeus, 1758)               | Мереживниця Галатея      |                                                                                       |
|                               | Erebia melampus (Fuessli, 1775)                    | Erebia melampus          |                                                                                       |
|                               | Erebia triaria (de Prunner, 1798)                  | Erebia triaria           |                                                                                       |
|                               | Satyrus ferula Fabricius, 1793                     | Очняк ферульний          |                                                                                       |
|                               | Minois dryas Scopoli, 1763                         | Сатир Дріада             |                                                                                       |
|                               | Hipparchia fagi (Scopoli, 1763)                    | Сатир буковий            |                                                                                       |
|                               | Hipparchia alcyone Denis & Schiffermüller, 1775    | Сатир Альциона           |                                                                                       |
|                               | Hipparchia semele (Linnaeus, 1758)                 | Сатир боровий            |                                                                                       |
|                               | Hipparchia volgensis (Mazochin-Porschnjakov, 1952) | Hipparchia volgensis     |                                                                                       |
| Фотографія Hipparchia autonoe | Hipparchia autonoe (Esper, 1784                    | Hipparchia autonoe       |                                                                                       |
|                               | Hipparchia pellucida (Stauder, 1924)               | Сатир боровий південний  |                                                                                       |
|                               | Oeneis tarpeja (Pallas, 1771)                      | Оксамитниця Тарпея       |                                                                                       |
|                               | Oeneis jutta (Hübner, 1806)                        | Оксамитниця Ютта         |                                                                                       |
|                               | Arethusana arethusa (Denis & Schiffermüller, 1775) | Оксамитниця аретуса      |                                                                                       |
|                               | Brintesia circe (Fabricius, 1775)                  | Сатир Цирцея             |                                                                                       |
|                               | Chazara briseis Linnaeus, 1764                     | Сатир Брисеїда           |                                                                                       |
|                               | Chazara persephone (Hübner, [1805])                | Сатир Персефона          |                                                                                       |

### Синявцеві
| Родина Синявцеві (Lycaenidae)  |                                                                  |                            | |
|                                | Tomares callimachus (Eversmann, 1848)                            | Томарес каллімах           | |
|                                | Tomares nogelii (Herrich-Schäffer, [1851])                       | Томарес Ногеля             | |
|                                | Pseudophilotes bavius (Eversmann, 1832)                          | Синявець Бавій             | |
|                                | Kretania sephirus (Frivaldszky, 1835)                            | Kretania sephirus          | Як підвид Kretania pylaon sephirus (Frivaldszky, 1835) включений до Червоної книги України. |
|                                | Agriades pyrenaicus (Boisduval, 1840)                            | Синявець піренейський      | |
|                                | Kretania pylaon (Fischer von Waldheim, 1832)                     | Синявець Пилаон            | |
| Фотографія хвостюшка Еверсмана | Neolycaena rhymnus (Eversmann, 1832)                             | Хвостюшок Еверсмана        | |
|                                | Polyommatus eros (Ochsenheimer, 1808)                            | Синявець Буадюваля         | Згідно з останніми дослідженнями, даний таксон на території країни представлений підвидом Polyommatus eros boisduvalii (Herrich-Schäffer, 1844) і підвидом Polyommatus eros orientalis (Krziwizky, 1983). Перший є характерним для східних лісостепових областей країни, де зустрічається дуже рідко і локально. Другий живе в українському Поліссі. Один із найрідкісніших видів метеликів в Україні. Цей завжди рідкісний вид за останні 25 років був знайдений на території України лише в декількох екземплярах. Ймовірно, зник на значній площі української частини ареалу. До Червоної книги України внесений під назвою Синявець Буадюваля (Polyommatus boisduvalii). |
|                                | Lycaena phlaeas (Linnaeus, 1761)                                 | Дукачик грянець            | Звичайний на всій території країни. |
|                                | Lycaena helle (Denis & Schiffermüller, 1775)                     | Дукачик блакитнуватий      | |
|                                | Lycaena dispar (Haworth, 1803)                                   | Дукачик непарний           | |
|                                | Lycaena virgaureae (Linnaeus, 1758)                              | Дукачик обочень            | |
|                                | Lycaena tityrus (Poda, 1761)                                     | Дукачик бурий              | |
|                                | Lycaena alciphron (Rottemburg, 1775)                             | Дукачик фіялковий          | |
|                                | Lycaena hippothoe (Linnaeus, 1761)                               | Дукачик ватрак             | |
|                                | Lycaena thersamon Esper, 1784                                    | Дукачик Терсамон           | |
|                                | Thecla betulae (Linnaeus, 1758)                                  | Легіт березовий            | |
|                                | Neozephyrus quercus (Linnaeus, 1758)                             | Легіт дубовий              | |
|                                | Callophrys rubi (Linnaeus, 1758)                                 | Хвостюшок підзелень        | |
|                                | Satyrium w-album (Knoch, 1782)                                   | Хвостюшок в'язовий         | |
|                                | Satyrium pruni (Linnaeus, 1758)                                  | Хвостюшок сливовий         | |
|                                | Satyrium spini (Denis & Schiffermüller, 1775)                    | Хвостюшок терновий         | |
|                                | Satyrium ilicis Esper, 1779                                      | Хвостюшок падубник         | |
|                                | Satyrium acaciae (Fabricius, 1787)                               | Хвостюшок акацієвий        | |
|                                | Lampides boeticus (Linnaeus, 1767)                               | Синявець гороховий         | |
|                                | Leptotes pirithous (Linnaeus, 1767)                              | Синявець Піритой           | |
|                                | Cupido minimus (Fuessly, 1775)                                   | Синявець крихітний         | |
|                                | Cupido osiris Meigen, 1829                                       | Синявець Озиріс            | |
|                                | Cupido argiades (Pallas, 1771)                                   | Синявець Арґіад            | |
| Фотографія синявця вицвілого   | Cupido decoloratus (Staudinger, 1886)                            | Синявець вицвілий          | |
|                                | Everes alcetas (Hoffmannsegg, 1804)                              | Синявець Альцет            | |
|                                | Celastrina argiolus (Linnaeus, 1758)                             | Синявець крушиновий        | На всій території країни. |
|                                | Pseudophilotes vicrama (Moore 1865)                              | Синявець Вікрама           | |
|                                | Scolitantides orion Hübner, 1819                                 | Синявець Оріон             | |
|                                | Glaucopsyche alexis Poda, 1761                                   | Синявець голуб'як          | |
|                                | Maculinea arion (Linnaeus, 1758)                                 | Синявець Аріон             | |
|                                | Maculinea teleius (Bergsträsser, 1779)                           | Синявець Телей             | |
|                                | Maculinea nausithous (Bergsträsser, 1779)                        | Синявець чорнуватий        | |
|                                | Phengaris alcon (Denis & Schiffermüller, 1775)                   | Синявець Алькон            | |
|                                | Plebejus argus (Linnaeus, 1758)                                  | Синявець Арґус             | Один з масових видів родини. Трапляється практично на всій території країни. |
|                                | Plebejus idas (Linnaeus, 1761)                                   | Синявець Ідас              | По всій території країни, крім деяких південних районів. Вид нерідкісний, але трапляється локально. |
|                                | Plebejus argyrognomon Bergsträsser, [1779]                       | Синявець Арґироґномон      | |
|                                | Plebejus (Vacciniina) optilete (Knoch, 1781)                     | Синявець торфовищний       | |
|                                | Синявець евмедон                                                 |                            | |
|                                | Aricia agestis (Denis & Schiffermüller, 1775)                    | Синявець могильний         | |
|                                | Aricia allous (Fabricius, 1775)                                  | Голубянка изменчивая       | |
|                                | Aricia anteros (Freyer, 1839)                                    | Синявець Антерос           | |
|                                | Polyommatus (Cyaniris) semiargus (Rottemburg, 1775)              | Синявець темно-синій       | |
|                                | Polyommatus (Neolysandra) coelestina (Eversmann, 1843)           | Синявець небесно-блакитний | |
|                                | Polyommatus (Agrodiaetus) dorylas (Denis & Schiffermüller, 1775) | Синявець туркусовий        | |
|                                | Polyommatus (Agrodiaetus) amandus (Schneider, 1792)              | Синявець приязний          | |
|                                | Polyommatus (Agrodiaetus) thersites (Cantener, 1835)             | Синявець Терсит            | Локальні популяції в степовій і лісостеповій зонах і в Гірському Криму. |
|                                | Polyommatus icarus (Rottemburg, 1775)                            | Синявець Ікар              | По всій території, включно зі степовою зоною й Кримом. |
|                                | Polyommatus daphnis (Denis & Schiffermüller, 1775)               | Синявець Дафніс            | |
|                                | Lysandra bellargus (Rottemburg, 1775)                            | Синявець конюшиновий       | |
|                                | Lysandra corydonius (Herrich-Schäffer, 1852)                     | Синявець хазарський        | |
|                                | Lysandra coridon (Poda, 1761)                                    | Синявець Коридон           | |
|                                | Polyommatus (Agrodiaetus) ripartii (Freyer, 1830)                | Синявець Рипарта           | |
| Фотографія синявця кримського  | Polyommatus (Agrodiaetus) damocles (Herrich-Schäffer, 1844)      | Синявець кримський         | |
|                                | Polyommatus (Agrodiaetus) damon (Denis & Schiffermüller, 1775)   | Синявець Дамон             | |
| Фотографія синявця Дамоне      | Polyommatus (Agrodiaetus) damone (Eversmann, 1841)               | Синявець Дамоне            | |
|                                | Polyommatus (Agrodiaetus) admetus (Esper, 1785)                  | Polyommatus admetus        | Є дані по Львівській та Одеській (околиці Подільська)) областей України, які потребують підтвердження. Фактичний матеріал відсутній. Цілком імовірно, що ці нечисленні екземпляри насправді належать до виду Agrodiaetus ripartii. Довгий час даний вид наводився для Криму, проте наразі, згідно результатів каріологічних досліджень, кримські популяції розглядають як підвид Agrodiaetus ripartii budashkini Kolev et De Prins, 1995. |
|                                | Iolana iolas Ochsenheimer, 1816                                  | Iolana iolas               | За літературними даними початку ХХ століття єдиний раз наводився для України — 15.07.1911, с. Андрусівка, нині Криворізький район, Дніпропетровська область.. Посилання вельми сумнівне, ймовірно, матеріал було визначено помилково. |

### Ріодіниди
| Родина Ріодініди (Riodinidae) |                                  |        | |
|                               | Hamearis lucina (Linnaeus, 1758) | Люцина | Відносно локальний вид. В Карпатах і Закарпатті, Волино-Поділлі, Прикарпатті й південно-західному макросклоні Карпат, на сході лісової зони, в лісостепу й подекуди в степу. Більшість знахідок зроблено в Харківській, Закарпатській, Черновицькій, Житомирській, Полтавській, Луганській и Львівській областях. На півдні України було зареєстровано лише на початку XX століття, в околицях Одеси. Наявна поодинока знахідка з Запорізької області (с. Новокостянтинівка). |